# Jegor Zamula
Jegor Denisovitj Zamula, ryska: Егор Денисович Замула, född 30 mars 2000, är en rysk professionell ishockeyback som är kontrakterad till Philadelphia Flyers i National Hockey League (NHL) och spelar för Lehigh Valley Phantoms i American Hockey League (AHL). Han har tidigare spelat för Regina Pats och Calgary Hitmen i Western Hockey League (WHL).
Zamula blev aldrig NHL-draftad.

## Statistik
| 2017–2018  | Regina Pats            | WHL        | 38  | 0  | 7  | 7   | 14 | —  | — | — | — | — |
|            | Calgary Hitmen         | WHL        | 31  | 2  | 9  | 11  | 24 | —  | — | — | — | — |
| 2018–2019  | Calgary Hitmen         | WHL        | 61  | 10 | 46 | 56  | 27 | 11 | 0 | 7 | 7 | 4 |
| 2019–2020  | Calgary Hitmen         | WHL        | 28  | 7  | 21 | 28  | 14 | —  | — | — | — | — |
| 2020–2021  | Philadelphia Flyers    | NHL        | 1   | 0  | 0  | 0   | 0  | —  | — | — | — | — |
|            | Lehigh Valley Phantoms | AHL        | 17  | 0  | 5  | 5   | 6  | —  | — | — | — | — |
| NHL totalt | NHL totalt             | NHL totalt | 1   | 0  | 0  | 0   | 0  | —  | — | — | — | — |
| WHL totalt | WHL totalt             | WHL totalt | 158 | 19 | 83 | 102 | 79 | 11 | 0 | 7 | 7 | 4 |

### Internationellt
| Källa: Uppdaterad: 2021-04-28 | Källa: Uppdaterad: 2021-04-28 | Källa: Uppdaterad: 2021-04-28 |         | Utv = Utvisningsminuter | Utv = Utvisningsminuter | Utv = Utvisningsminuter | Utv = Utvisningsminuter | Utv = Utvisningsminuter |
| År                            | Lag                           | Mästerskap                    | Matcher | Mål                     | Assists                 | Poäng                   | Utv                     |                         |
| ----------------------------- | ----------------------------- | ----------------------------- | ------- | ----------------------- | ----------------------- | ----------------------- | ----------------------- | ----------------------- |
| 2018                          | Ryssland                      | U18-VM                        | 5       | 1                       | 1                       | 2                       | 4                       |                         |
| 2020                          | Ryssland                      | JVM                           | 7       | 2                       | 3                       | 5                       | 6                       |                         |
| Junior totalt                 | Junior totalt                 | Junior totalt                 | 12      | 3                       | 4                       | 7                       | 10                      |                         |